# أربيان موري
أربيان موري (الاسم العلمي: Anthemis mauritiana) هو نوع نباتي يتبع جنس الأربيان من الفصيلة النجمية.

## الموئل والانتشار
في المغرب العربي.